# پروتی (سرس)
پروتی (به لاتین: Proti) یک منطقهٔ مسکونی در یونان است که در Amphipolis واقع شده‌است.